# Magistralni put M21 (Montenegro)
Der Magistralni put M21 war eine montenegrinische Straße. Sie führte von Vlasko Polje zur serbischen Grenze bei Dobrakovo. Seit der Neunummerierung der montenegrinischen Straßen im Jahr 2016 bildet er einen Teil des Magistralni put M2.

## Streckenverlauf
Die Straße zweigte in Vlasko Polje von dem ursprünglichen Verlauf des M2 ab und führte über Bijelo Polje nach Dobrakovo zur serbischen Grenze.